# Condado de Tioga (Pensilvânia)
O Condado de Tioga é um dos 67 condados do Estado americano da Pensilvânia. A sede do condado é Wellsboro, e sua maior cidade é Wellsboro. O condado possui uma área de 2 946 km²(dos quais 9 km² estão cobertos por água), uma população de 41 373 habitantes, e uma densidade populacional de 14 hab/km² (segundo o censo nacional de 2000). O condado foi fundado em 26 de março de 1804.